# Chouette à lunettes
Pulsatrix perspicillata
Espèce
Statut de conservation UICN

 LC  : Préoccupation mineure
Répartition géographique
Statut CITES
La Chouette à lunettes (Pulsatrix perspicillata) est une espèce de chouettes originaire d'Amérique centrale, du nord de l'Amérique du Sud et de certaines îles des Caraïbes. Elle se prénomme "murucututu" en brésilien.

## Répartition
Cet oiseau vit en Amérique centrale (Costa Rica...), au nord de l'Amérique du Sud et dans certaines îles des Caraïbes.

## Habitat
Cette chouette peuple les forêts tropicales, de préférence épaisses, les plantations et les mangroves de son aire de répartition jusqu'à 1 500 m d'altitude. Elle chasse surtout dans les clairières.

## Description
L'adulte de cette espèce pèse environ 900 grammes pour une taille de 46 centimètres et une envergure d'environ 90 centimètres. Son plumage est brun foncé avec des lunettes autour des disques faciaux et le ventre blanchâtre.
Le jeune est nettement plus clair puisque la tête est blanche à l'exception des disques faciaux brun foncé.

## Comportement
Cette espèce est particulièrement rapide comme l'éclair. De jour, la chouette reste cachée à l'abri des arbres. De nuit, la chouette scrute les alentours. Lorsqu'elle repère une proie, elle fonce en piqué vers elle et la saisit fermement avec ses serres pour revenir sur sa branche.
L'appel de cet oiseau évoque une feuille de métal secouée. Souvent, des couples se répondent.

## Alimentation

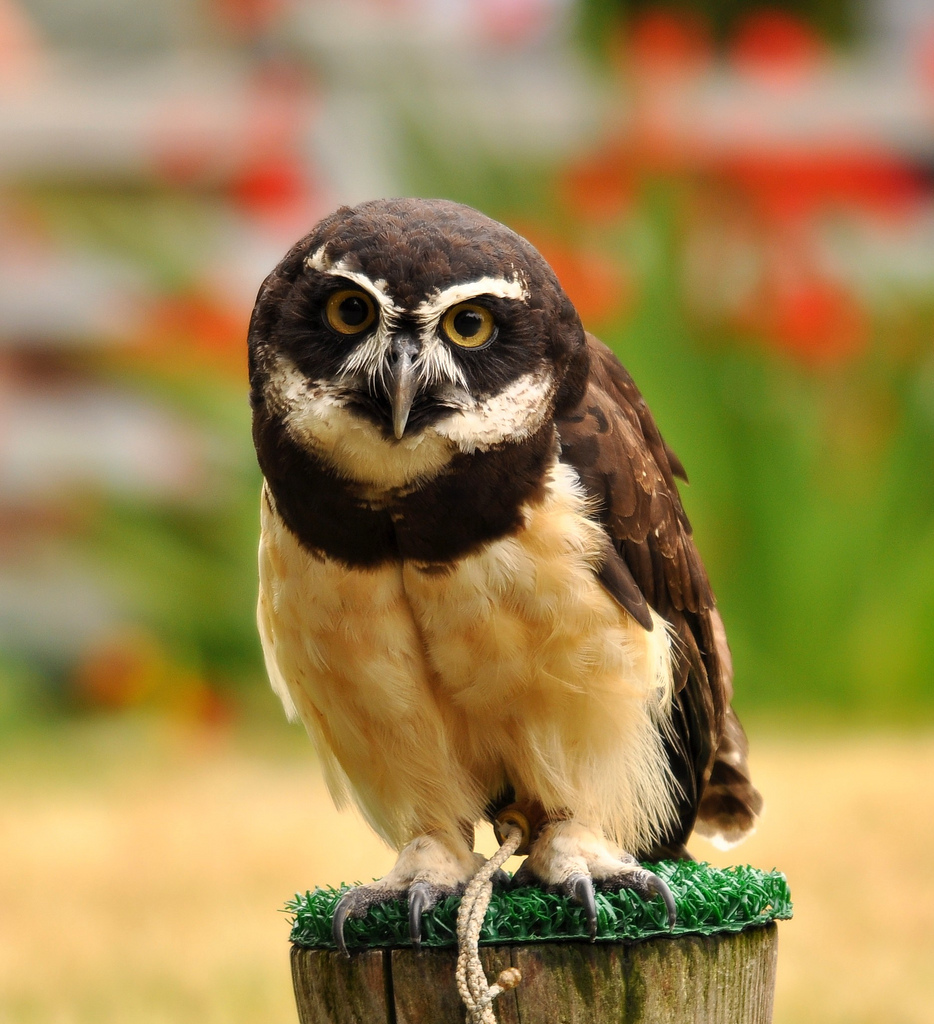
Pulsatrix perspicillata au Zoo Parc de Woodland

La chouette à lunettes se nourrit dans son milieu de rongeurs, insectes, crabes, oiseaux, grenouilles et lézards. Aux alentours des plantations humaines, son rôle de régulation des espèces d'insectes et de rongeurs n'est pas négligeable.

## Reproduction
Cette chouette peut pondre de 1 à 2 œufs le plus souvent dans un nid de trous d'arbre, pour une couvée d'environ 5 semaines. Mais la plupart du temps un seul des deux éventuelles jeunes survivra, le plus robuste et fort de la portée. Ce n'est que vers la quatrième ou cinquième semaine que les jeunes commenceront à vouloir quitter le nid, mais sans pour autant prendre leur envol. Ils restent perchés à proximité. Les parents prendront le temps de s'en occuper encore environ 1 an entier, avant qu'ils prennent leur envol définitif. Les jeunes ont la face blanche avec un masque noir cernant les yeux. La maturité sexuelle est acquise entre 3 et 5 ans.

## Sous-espèces
D'après la classification de référence (version 14.1, 2024) de l'Union internationale des ornithologues, la Chouette à lunettes possède 6 sous-espèces (ordre philogénique) :
- Pulsatrix perspicillata saturata Rdigway, 1914 ;
- Pulsatrix perspicillata chapmani Griscom, 1932 ;
- Pulsatrix perspicillata perspicillata (Latham, 1790) ;
- Pulsatrix perspicillata trinitatis Bangs & Penard, TE, 1918 ;
- Pulsatrix perspicillata boliviana Kelso, L, 1933 ;
- Pulsatrix perspicillata pulsatrix(Wied-Neuwied, M, 1820).

## StatutUICN
Selon l'Union internationale pour la conservation de la nature (UICN), cette espèce possède une vaste aire de répartition et est considérée comme "préoccupation mineure" (LC) mais pourrait se rapprocher du statut "vulnérable" (VU) (zone de répartition de plus de 20 000 km2 avec cependant un habitat en déclin ou fluctuant dans sa qualité notamment, parfois fragmenté de manière sévère). La tendance de l'espèce semble être stable et donc ne touche pas encore le seuil du statut "Vulnérable" (les critères et tendance de population étant une diminution de 30% en déclin sur 10 ans ou 3 générations). La taille de la population n'a pas été quantifiée exactement (10000 individus matures avec un déclin continu estimé à 10% en dix ans ou trois générations). Notamment pour ces raisons, l'espèce est évaluée comme "préoccupation mineure"

## Galerie

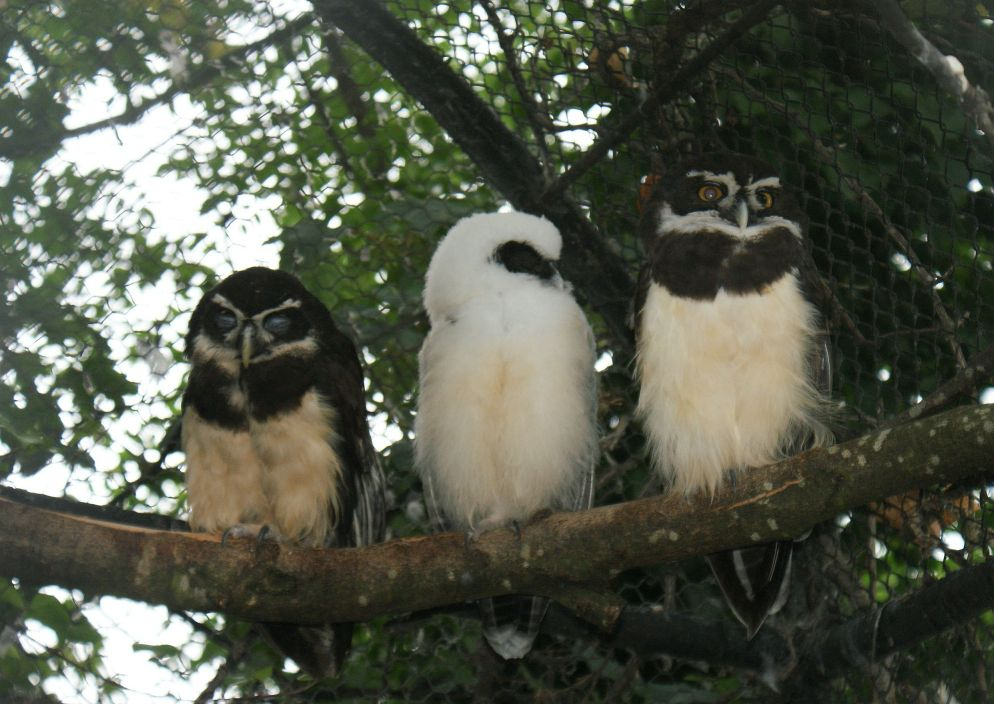
Couple et jeune au Zoo de Londres
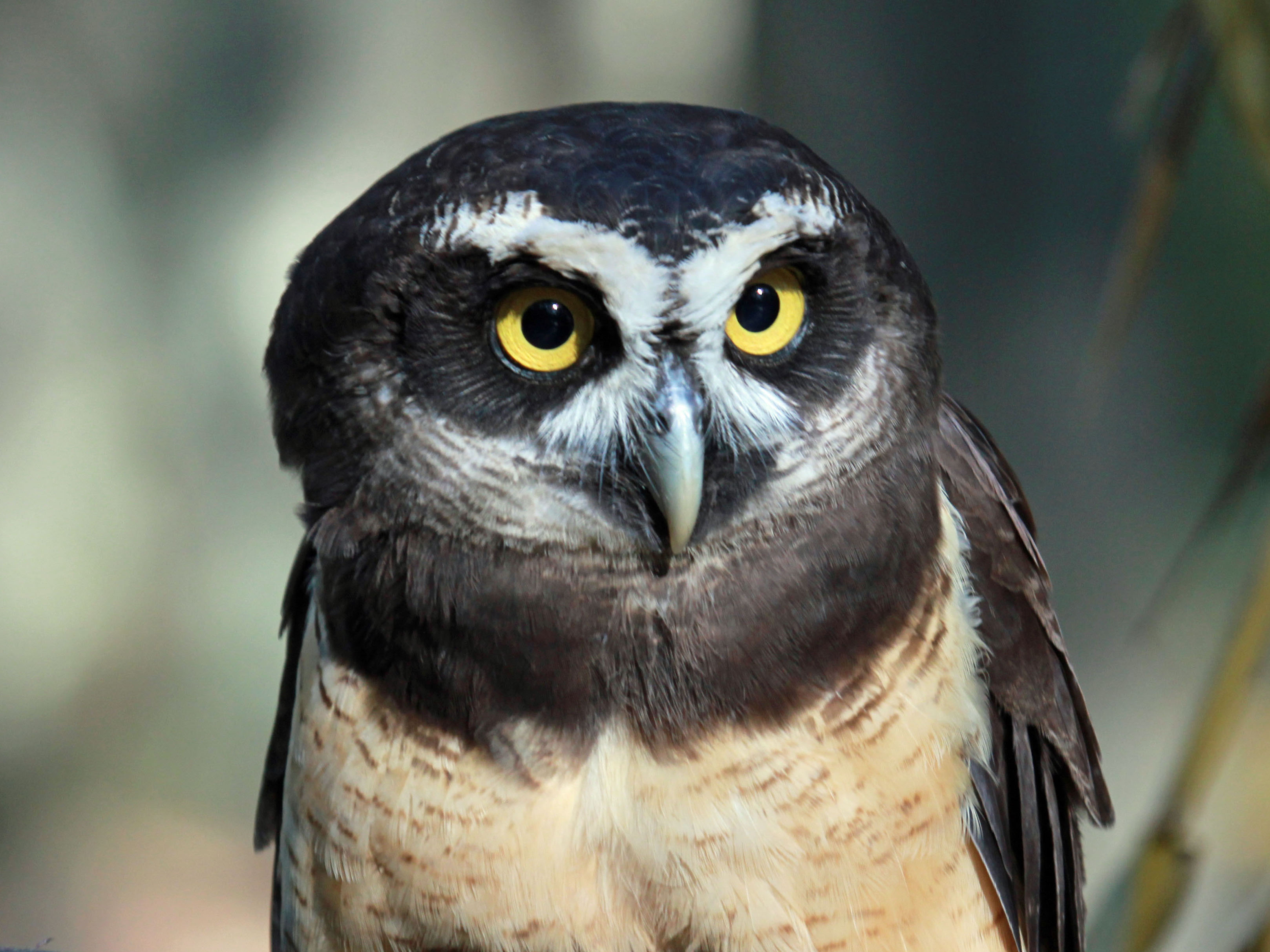
Tête (Carolina Raptor Center à Charlotte (Caroline du Nord) aux États-Unis)
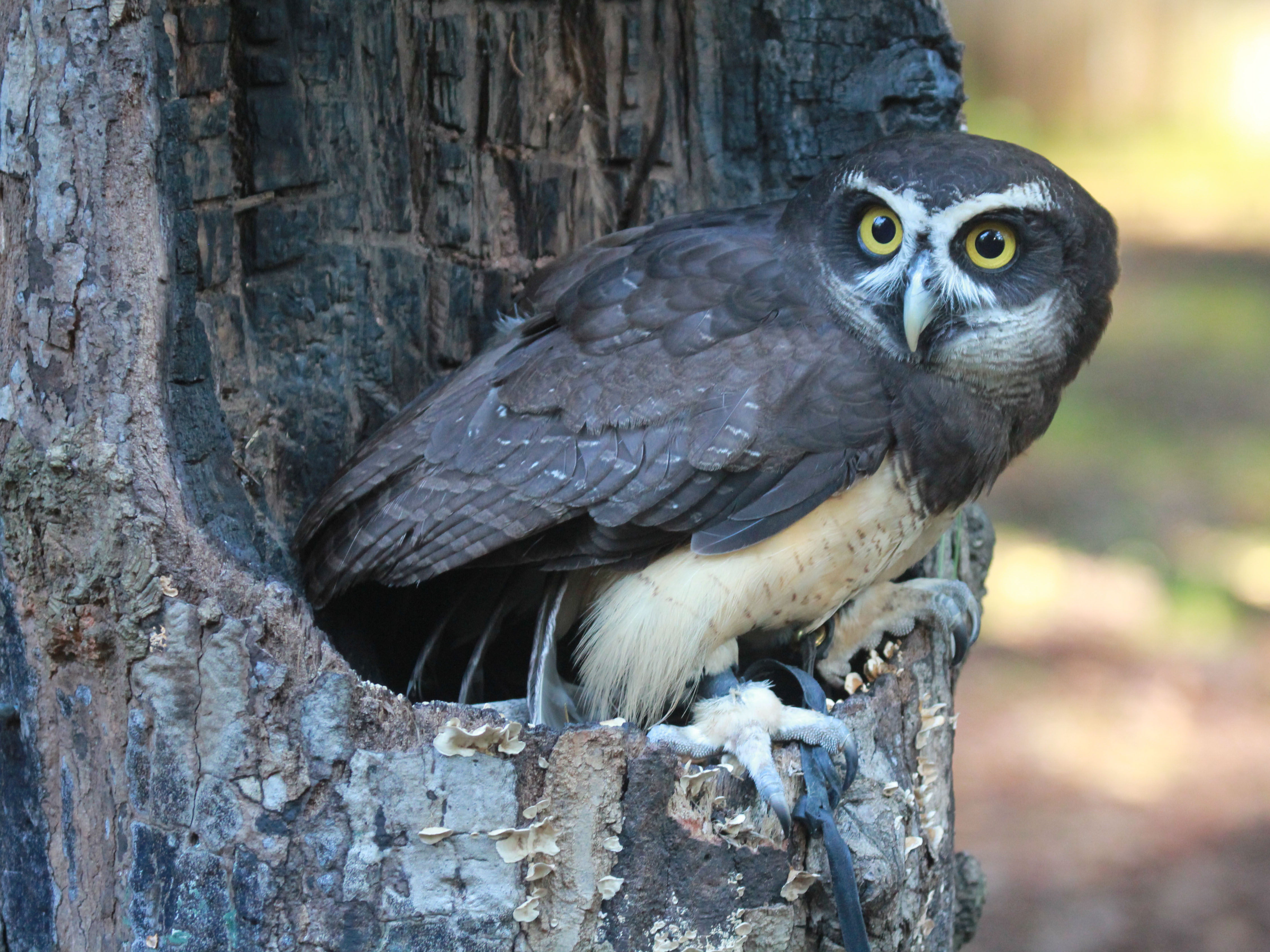
Sur un trou d'arbre, sans doute son nid. (Carolina Raptor Center à Charlotte (Caroline du Nord) aux États-Unis)
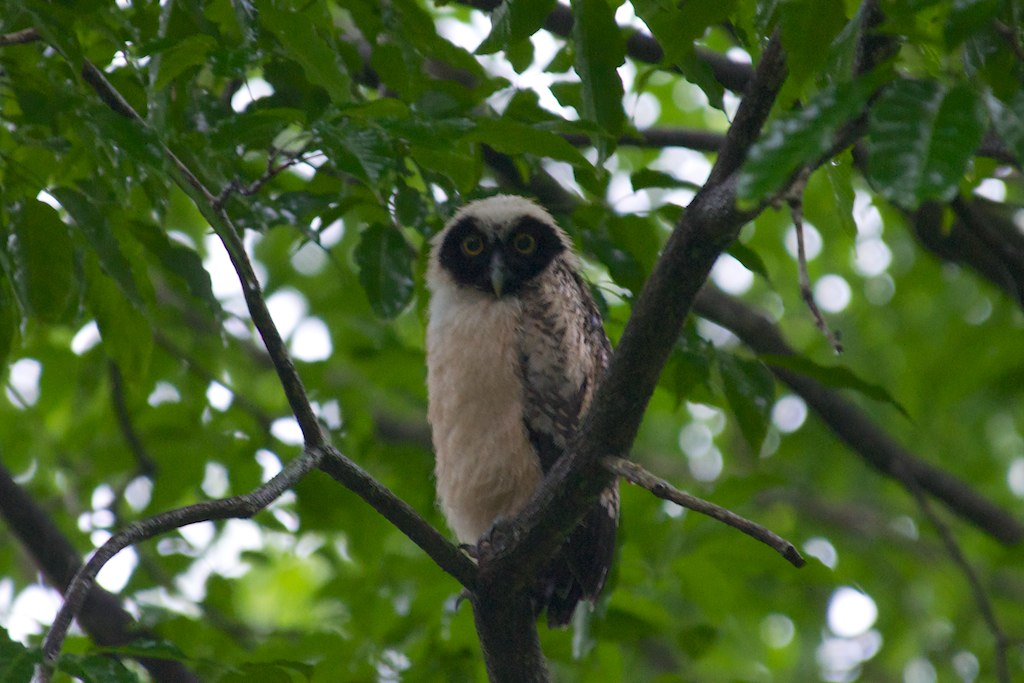
Un jeune Pulsatrix perspicillata chapmani, sauvage à Panama
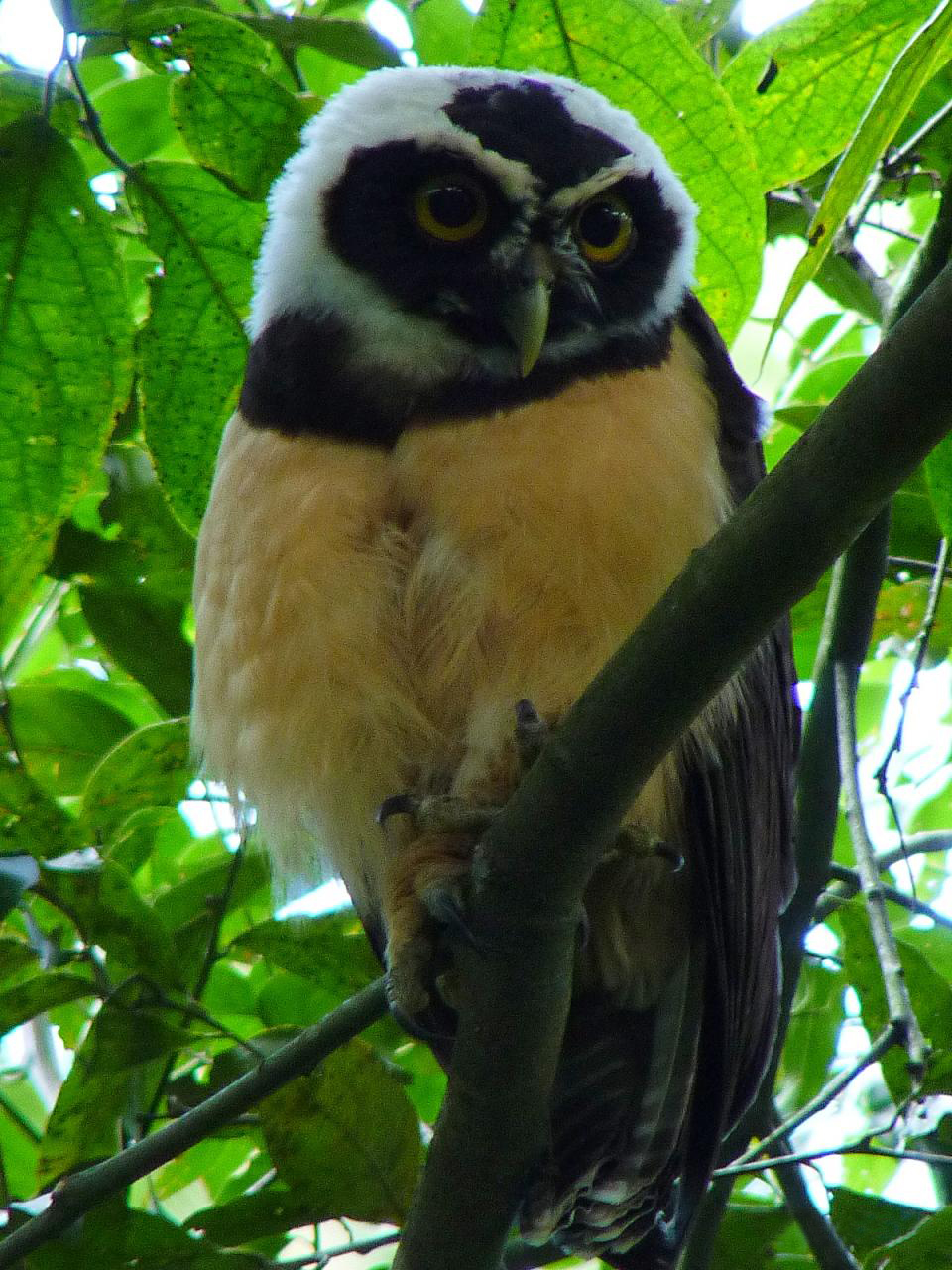
Pulsatrix perspicillata chapmani à Manizales, Caldas, Colombie
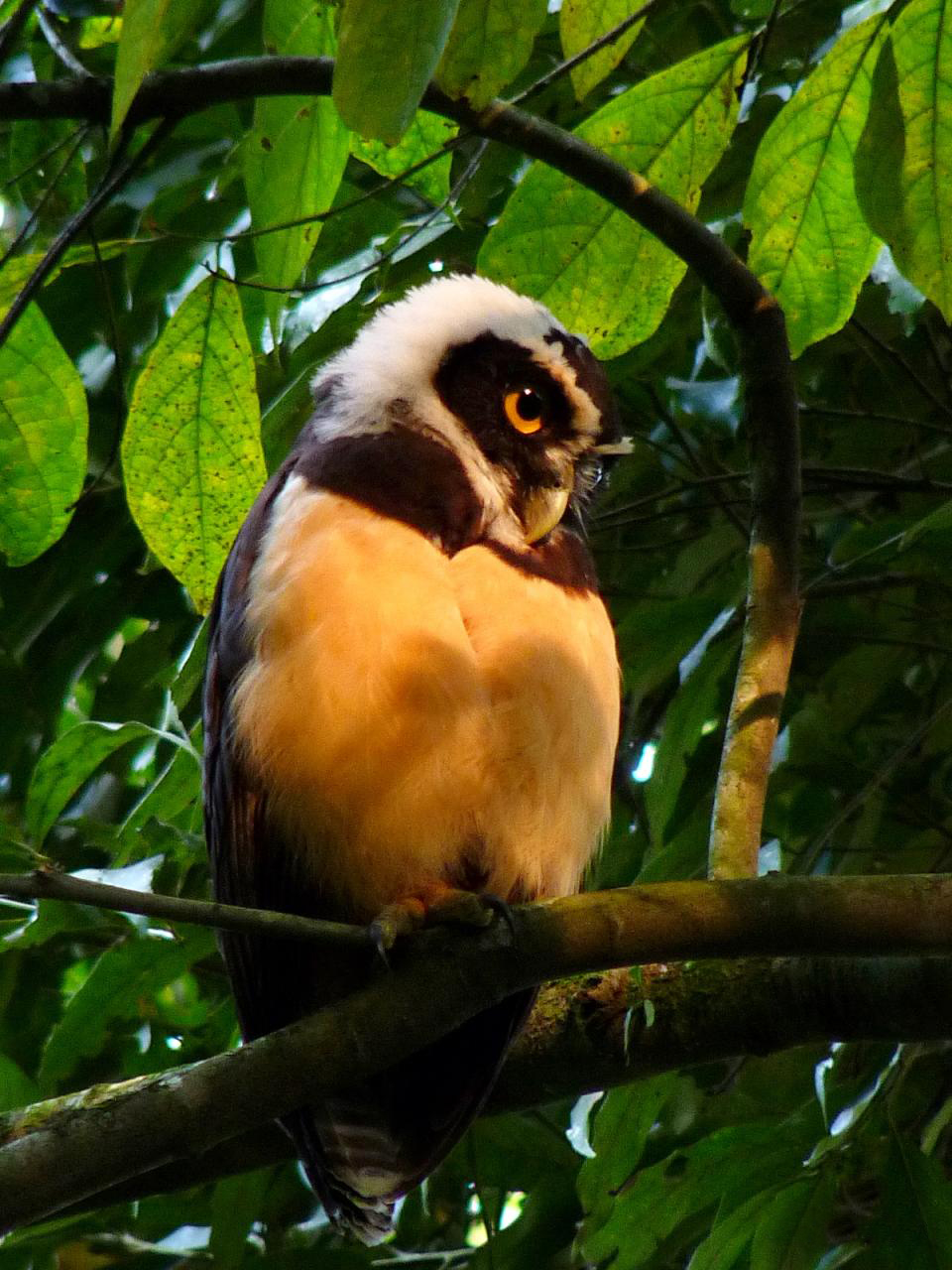
Pulsatrix perspicillata chapmani à Manizales, Caldas, Colombie
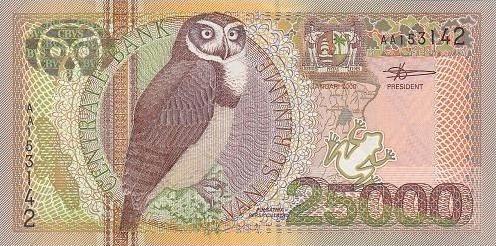
Pulsatrix perspicillata sur un billet de 25 000 Suriname Banknote